# بزمجه بزرگ
 بزمجه بزرگ(نام علمی: Varanus giganteus) نام یک گونه از سرده بزمجه است.